# Bob Martinez
Robert Martinez, detto Bob (Tampa, 25 dicembre 1934), è un politico statunitense. Fu 40º governatore della Florida dal 1987 al 1991 e sindaco di Tampa dal 1979 al 1986.

## Biografia
I suoi nonni erano immigranti spagnoli che erano venuti a Tampa dalla provincia delle Asturie. La madre era una sarta e suo padre era un cameriere al Columbia Restaurant di Ybor City. La famiglia visse a Ybor City e West Tampa durante la sua giovinezza.